# Joan Castejón
Pour les articles homonymes, voir Castejón.
Joan Castejón né à Elche, Espagne, le 17 décembre 1945 est un dessinateur, peintre, sculpteur et graveur espagnol. Il est considéré parmi les plus importants représentants du réalisme social durant le renouvellement de l’art plastique de l’après-guerre. Il est fondateur du Grup d'Elx (en).
Ses œuvres ont été exposées dans les musées les plus importants de l’Espagne tels que l’Institut valencien d'art moderne, le musée de l’Université d'Alicante, La collection Martínez-Guerricabeitia de l’Université de Valence, l’Université Miguel-Hernández, la Fondation Bancaja, Centro del Carmen de Valencia, la sala de la Lonja del Pescado d’Alicante, ou le Musée d’Art Contemporain d’Elche.

## Biographie

### Débuts
À l’âge de 16 ans, il s’est installé à Valence, où il a reçu une formation au Circuit des Beaux et à l’Académie de San Carlos. Sa première exposition individuelle a eu lieu à la galerie valencienne Mateu en 1966. Ce premier moment de sa trajectoire (1964-67) peut être qualifié de néo-figurative.

### Prison
Cet élan de sa carrière a été tronqué par un tragique séjour en prison à cause de sa prétendue participation dans les manifestations du premier mai 1967. Pour s'être porté à la défense d’un ami qu’on battait sauvagement et avoir frappé un agent en civil, Castejón avait été détenu et condamné à six ans de prison. Un pénible séjour qui a duré jusqu’au milieu de l’année 1969. Durant cette année, il a joint le Grup d'Elx dans sa seconde étape et a participé à ses expositions jusqu’en 1971, ce qui lui a coûté un deuxième séjour dans la prison des îles Canaries pendant sept mois de l’année 1971.

### Dénia
Castejón se marie avec Paca Galván aux îles Canaries en 1973 et s’installe à Valence et il s’incorpore brièvement à l’ambiance artistique locale. Un an plus tard, il s’installe définitivement à Dénia.
En 1999 Castejón est proclamé Fils Adoptif Dénia.

## Œuvre

El Salt de Joan Castejón.

S’il y a un aspect qui ressort dans l’œuvre de Joan Castejón c’est sa domination exceptionnelle du dessin; une maîtrise palpable aussi dans ses peintures ce qui a incité José Manuel Caballero Bonald à écrire à propos de l’artiste "dessine comme un classique et médite comme un prophète". L’auteur et chroniqueur officiel d’Alicante Enrique Cerdán Tato a écrit dans le quotidien El País à propos de l’œuvre de Castejón "… Il a voulu exprimer l’univers dans les viscères de l’homme  révélées par la violence, sous l’étiquette de rue quelconque et le minutier d’un Omega: L’histoire donnait l’heure exacte, et la  multitude désemparée se résolvait dans puissant éclatement de ligne et fragments, de volumes, bestiaires et masques".
En sortant de la prison, el peint une série de cent œuvres inspirées de l’œuvre de Gabriel García Márquez Cent ans de solitude, qu’il a exposé à Valence et Barcelone. Mario Vargas Llosa avait écrit à propos de ce catalogue "Pour cela, un des aspects les plus intéressant de cette collection de tableaux de Castejón, C’est de montrer que même aujourd’hui, la peinture peut, sans abdiquer ses propres fins ni abandonner la modernité, avoir la littérature comme point de départ, autant qu’une femme, un rêve ou un crime, un roman peut être pour un artiste un ferment créative…"
Pour Artur Balder, quant à l’œuvre de Cástejon "Une condition indispensable de l’œuvre d’art totale, avec une base de représentation qu’elle soit visuelle, littéraire ou musicale, c’est sa condition intemporelle, c’est-à-dire, sa capacité à supporter le passage du temps en croissant par soi-même, au lieu de se soumettre au spasme de la mode et mourir avec elle au passe du temps, pouvant être apprécié seulement dans son contexte, comme dans une étroitesse de l’Histoire. Mais castejón, proche de l’héroïsme absolu dans sa représentation de l’humanisme, on peut lui attribuer, en tant qu’artiste, la création de ses idéales, comme a pu le décrire Juan Gil-Albert "à travers sa lumière, j’aperçois les profondeurs d’hommes géants, qui m’obligeaient à retenir le souffle et à méditer"

## Œuvres  sélectionnées
- Maternité grise (1969)

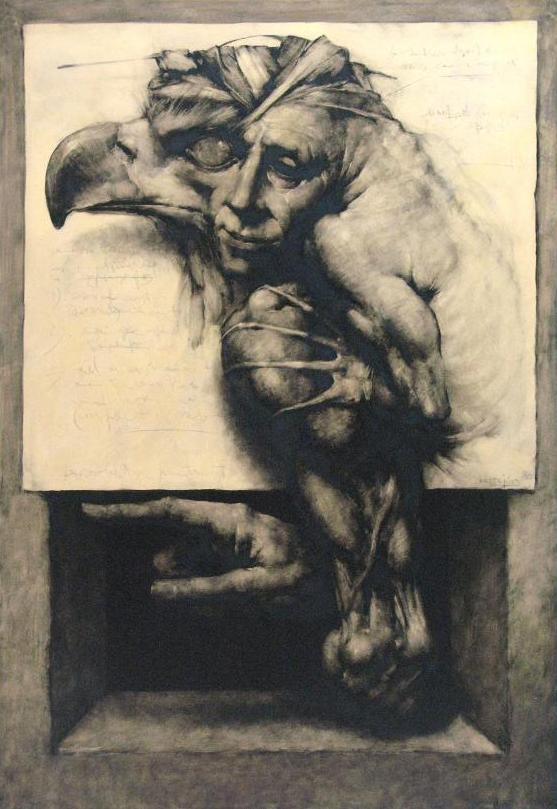
Aigle mutant

- Ils étaient plus de trois mil (1973)
- Personnage réduit par ses propres exploits (1974)
- La digestion (1978)
- Mutant d'aigle irréel (1980)
- Le jour (1984)
- À Salvador Espriu (1989)
- Paysage doré 1993 (1993)
- Le saut (2002)
- Cheval nocturne (2004)
- La guerre (2009)
- Ainsi parlait Zarathoustra (2013-2014)

## Muséographie
La plus grande collection publique des œuvres de Castejón est réunie dans le Musée des Arts Contemporains d’Elche, alors que la plus grande collection privée était la collection de la Fondation Lecasse, à Alcoy, contenant à peu près deux cents œuvres acquises par l’entrepreneur Lionel Grau pendant les 80 et 90. Actuellement, cette collection est divisée entre ses héritiers. La collection de desseins dédiés à El Quijote appartient al IVAM. et une autre partie de ses œuvres appartient à la collection de la Fondacion Bancaja, Valence.

## Prix et reconnaissances
- Prix Ouvre d'art Total, Asociación Wagneriana de Alicante, 2013[14],[15].
- Prix Ocell, concédé par la Mancomunitat de la Marina Alta. 2005.
- Associé d’honneur de l’Institut d’Estudis Comarcals del Baix Vinalopó. 2001.
- Associé d’honneur de l’Institut d’Estudis Comarcals de la Marina Alta. 1999.
- Fils adoptif de Dénia. concédé par la mairie de Dénia. 1999.
- Prix la Tardor, concédé par l’Université polytechnique de Valence. 1994.
- Hommage à Joan Castejón. Concession de la clé de la ville. Mont De Marsan. France.